# Segretario della difesa degli Stati Uniti d'America
Il segretario della difesa degli Stati Uniti d'America (in inglese: Secretary of the Defense of the United States of America) è il capo del Dipartimento della difesa. La sua funzione è quella di definire la politica militare del Paese e di essere il consigliere principale per gli affari militari del presidente degli Stati Uniti d'America. Ha competenza sulle forze armate statunitensi sia civili che militari.
La nomina del segretario della difesa spetta al presidente; la sua nomina deve essere poi ratificata dal Senato statunitense. Il segretario della difesa è il sesto nella linea di successione del presidente.

## Storia
Con il National Security Act del 1947, quando venne creato il National Military Establishment e fu soppresso il segretariato per la guerra, e al segretariato per la Marina, affiancati i neo costituiti segretariati per l'Esercito e per le Forze aeree.
Nel 1949, il National Security Act è stato modificato per consolidare ulteriormente la struttura di difesa nazionale al fine di ridurre rivalità tra i servizi e per subordinare direttamente i segretari dell'Esercito, della Marina e l'Aeronautica al segretario della difesa nel catena di comando, e rinominando il National Military Establishment come Dipartimento della difesa (divenuto Dipartimento dell'Esecutivo federale) la denominazione venne cambiata in "Segretariato della Difesa".
Poiché la posizione di segretario è una posizione civile destinata a essere indipendente dalla leadership militare attiva, un segretario deve essere in pensione dal servizio da almeno 7 anni (dapprima solo 10), a meno che il Congresso non approvi una deroga. Dalla creazione della posizione nel 1947, tale deroga è stata approvata solo tre volte, per il generale dell'esercito George Marshall nel 1950, il generale del corpo dei Marines James Mattis nel 2017 e il generale dell'esercito in pensione Lloyd Austin nel 2021.

## Poteri e funzioni
Il segretario della difesa, nominato dal presidente con il consiglio e consenso del Senato, è dalla legge federale (10 USC § 113) il capo del Dipartimento della difesa, «l'assistente principale al Presidente in tutte le questioni relative al Dipartimento della Difesa», e ha «autorità, direzione e controllo del Dipartimento della Difesa». Nomina il capo dello stato maggiore congiunto delle forze armate statunitensi.

## Segretari militari
Dal segretario della difesa dipendono i segretari dei tre dipartimenti delle forze armate.
- United States Secretary of the Army - guida il Department of the Army incluso l'Esercito
- United States Secretary of the Navy - guida il Department of the Navy inclusa la Marina Militare e il Corpo dei Marines
- United States Secretary of the Air Force - guida il Department of the Air Force inclusa l'Aeronautica Militare e l'Astronautica Militare

## Elenco dei segretari della difesa
| N. | Immagine                                | Nome                    | In carica         | In carica         | Presidente                                                       |
| N. | Immagine                                | Nome                    | Inizio            | Fine              | Presidente                                                       |
| -- | --------------------------------------- | ----------------------- | ----------------- | ----------------- | ---------------------------------------------------------------- |
| 1  | James Forrestal                         | James Vincent Forrestal | 17 settembre 1947 | 28 marzo 1949     | Harry S. Truman                                                  |
| 2  | Louis A. Johnson                        | Louis A. Johnson        | 28 marzo 1949     | 19 settembre 1950 | Harry S. Truman                                                  |
| 3  | George C. Marshall                      | George Marshall         | 21 settembre 1950 | 12 settembre 1951 | Harry S. Truman                                                  |
| 4  | Robert A. Lovett                        | Robert A. Lovett        | 17 settembre 1951 | 20 gennaio 1953   | Harry S. Truman                                                  |
| 5  | Charles E. Wilson                       | Charles Erwin Wilson    | 20 gennaio 1953   | 8 ottobre 1957    | Dwight Eisenhower                                                |
| 6  | Neil H. McElroy                         | Neil H. McElroy         | 9 ottobre 1957    | 1º dicembre 1959  | Dwight Eisenhower                                                |
| 7  | Thomas S. Gates                         | Thomas Sovereign Gates  | 2 dicembre 1959   | 20 gennaio 1961   | Dwight Eisenhower                                                |
| 8  | Robert McNamara                         | Robert McNamara         | 21 gennaio 1961   | 29 febbraio 1968  | John Fitzgerald Kennedy Lyndon B. Johnson (dal 23 novembre 1963) |
| 9  | Clark M. Clifford                       | Clark Clifford          | 1º marzo 1968     | 20 gennaio 1969   | John Fitzgerald Kennedy Lyndon B. Johnson (dal 23 novembre 1963) |
| 10 | Melvin R. Laird                         | Melvin Laird            | 22 gennaio 1969   | 29 gennaio 1973   | Richard Nixon                                                    |
| 11 | Elliot L. Richardson                    | Elliot Richardson       | 20 gennaio 1973   | 24 maggio 1973    | Richard Nixon                                                    |
| 12 | Schlesinger                             | James R. Schlesinger    | 2 luglio 1973     | 19 novembre 1975  | Richard Nixon                                                    |
| 12 | Schlesinger                             | James R. Schlesinger    | 2 luglio 1973     | 19 novembre 1975  | Gerald Ford                                                      |
| 13 | Rumsfeld                                | Donald Rumsfeld         | 20 novembre 1975  | 20 gennaio 1977   |                                                                  |
| 14 | Harold Brown                            | Harold Brown            | 21 gennaio 1977   | 20 gennaio 1981   | Jimmy Carter                                                     |
| 15 | Caspar W. Weinberger                    | Caspar Weinberger       | 21 gennaio 1981   | 23 novembre 1987  | Ronald Reagan                                                    |
| 16 | Carlucci                                | Frank Carlucci          | 23 novembre 1987  | 20 gennaio 1989   | Ronald Reagan                                                    |
| 17 | Cheney                                  | Dick Cheney             | 21 marzo 1989     | 20 gennaio 1993   | George H. W. Bush                                                |
| 18 | Les Aspin                               | Les Aspin               | 21 gennaio 1993   | 3 febbraio 1994   | Bill Clinton                                                     |
| 19 | William J. Perry                        | William Perry           | 3 febbraio 1994   | 24 gennaio 1997   | Bill Clinton                                                     |
| 20 | William S. Cohen                        | William Cohen           | 24 gennaio 1997   | 20 gennaio 2001   | Bill Clinton                                                     |
| 21 | Rumsfeld                                | Donald Rumsfeld         | 20 gennaio 2001   | 18 dicembre 2006  | George W. Bush                                                   |
| 22 | Gates                                   | Robert Gates            | 18 dicembre 2006  | 1º luglio 2011    | George W. Bush                                                   |
| 22 | Gates                                   | Robert Gates            | 18 dicembre 2006  | 1º luglio 2011    | Barack Obama                                                     |
| 23 | Panetta                                 | Leon Panetta            | 1º luglio 2011    | 9 febbraio 2013   |                                                                  |
| 24 | Hagel                                   | Chuck Hagel             | 27 febbraio 2013  | 17 febbraio 2015  |                                                                  |
| 25 | Ashton Carter                           | Ashton Carter           | 17 febbraio 2015  | 20 gennaio 2017   |                                                                  |
| 26 | James N. Mattis                         | James Mattis            | 20 gennaio 2017   | 1º gennaio 2019   | Donald Trump                                                     |
| 27 | Mark T. Esper                           | Mark Esper              | 23 luglio 2019    | 9 novembre 2020   | Donald Trump                                                     |
| 28 | Lloyd Austin                            | Lloyd Austin            | 22 gennaio 2021   | 20 gennaio 2025   | Joe Biden                                                        |
| 29 | 250127-D-TT977-SD Hegseth Portrait 2025 | Pete Hegseth            | 25 gennaio 2025   | in carica         | Donald Trump                                                     |